# چارلز اندرسون
چارلز اندرسون (انگلیسی: Charles Anderson; ۲۴ اکتبر ۱۹۱۴ – ۲۷ مارس ۱۹۹۳) سوارکار اهل ایالات متحده آمریکا بود.